# Nährsalz
Als Nährsalz bezeichnet man in der Biologie einen anorganischen, energiearmen Stoff, der für Produzenten nötig ist, um daraus ihre eigene Biomasse aufzubauen und in Ionenform aufgenommen wird. Somit sind hiermit nicht Stoffe wie CO2 oder H2O gemeint, sondern solche Stoffe, die mineralische Elemente wie Stickstoff, Schwefel oder Phosphor enthalten. Die wichtigsten Nährsalze sind somit Sulfate (SO42−), Nitrate (NO3−) und Phosphate (PO43−).
Stickstoff nimmt als „Nährsalz“ eine Sonderstellung ein, da der Stickstoff in der Regel durch Nitrifikation aus organischer Masse stammt und nicht mineralischen Ursprungs ist – jedoch von den Pflanzen nur in gebundener Form als N-Ion und nicht direkt aus der Luft als N2 aufgenommen wird. 
In den Produzenten werden die Nährsalze dann zu einem Teil der Biomasse, sie werden zu organischen Verbindungen umgesetzt. So wird der Stickstoff aus den Nitraten z. B. in Aminosäuren bzw. Proteine und Nukleinsäuren eingebaut.
Nährsalze gilt es von den nicht-mineralischen und von organischen Nährstoffen zu unterscheiden.